# حرب العصابات في دول البلطيق
حرب العصابات في دول البلطيق أو حركة مقاومة إخوة الغابة كان صراع مسلح ضد الحكم السوفيتي الذي امتد من عام 1940 م إلى منتصف الخمسينيات. بدأ التمرد بعد احتلال السوفييت لأراضي البلطيق في عام 1944. وفقًا لبعض التقديرات شارك في الحرب ما يقارب 10,000 من أنصار الحزب من إستونيا و10,000 من لاتفيا و30,000 من ليتوانيا وآخرون.
كانت حرب العصابات في دول البلطيق كفاحًا مسلحًا شنّه اللاتفيون والليتوانيون والبارتيزان الأستونيون، الذين سُموا أخوة الغابة، ضد الاتحاد السوفييتي خلال الغزو والاحتلال السوفييتيين لدول البلطيق الثلاث خلال الحرب العالمية الثانية وبعدها. شاركت في القتال جماعات مقاومة مناهضة للسوفييت والحكم الشيوعي من شرق أوروبا ووسطها في بلغاريا وبولندا ورومانيا وأوكرانيا الغربية.
احتل الجيش الأحمر دول البلطيق المستقلة في عامي 1940 و 1940، وعاود احتلالها مرة أخرى، بعد فترة وقعت فيها تحت الاحتلال الألماني، في عامي 1944 و 1945. مع اشتداد القمع الستاليني على مدى السنوات التالية، استخدم نحو 50 ألف من سكان هذه البلدان المناطق الريفية الحرجية كثيفة الغابات كملجأ طبيعي وكقاعدة للتمرد المسلح ضد السوفييت.
وفقًا لبعض التقديرات، شارك في التمرد 10 آلاف من البارتيزان في إستونيا و 10 آلاف من البارتيزان في لاتفيا و 30 ألفًا من البارتيزان في ليتوانيا وعدد أكبر من المناصرين. استمرت هذه الحرب ككفاح منظم حتى عام 1956 حين أفضى التفوق الذي تمتع به الجيش السوفييتي إلى تبنّي السكان الأصليين لأساليب أخرى من المقاومة.

## الخلفية

### أصول المصطلح
بات مصطلح أخوة الغابة قيد الاستخدام للمرة الأولى في إقليم البلطيق خلال الثورة الروسية في عام 1905 التي تخللتها فوضى كبيرة. تشير مصادر مختلفة إلى أخوة الغابة في هذه الفترة إما كفلاحين متمردين أو كمعلمي مدارس كانوا يبحثون عن ملجأ في الغابة.

### الوقوع بين قوتين
نالت أستونيا ولاتفيا وليتوانيا استقلالهما في عام 1918 بعد انهيار الإمبراطورية الروسية. وترسخت مبادئ القومية وحق تقرير المصير لدى عدد كبير من الناس نتيجة وجود دولتي إستونيا ولاتفيا المستقلتين للمرة الأولى منذ القرن الثالث عشر. وفي الوقت نفسه، أعاد الليتوانيون تأسيس دولة ذات سيادة تمتلك تاريخًا غنيًا، إذ إنها كانت أكبر دولة في أوروبا في القرن الرابع عشر، غير أنها كانت محتلة من قبل الإمبراطورية الروسية منذ عام 1795. قدمت إعلانات الحلفاء، كميثاق الأطلسي، وعدًا بعالم ما بعد الحرب تتمكن فيه دول البلطيق الثلاث من إعادة تأسيس نفسها. وبعد أن كانت قد عانوا من احتلال النظام السوفييتي الذي تلاه الاحتلال النازي، كان الكثير من الناس غير مستعدين للقبول باحتلال آخر.
خلافًا لإستونيا ولاتفيا اللتين جند الألمان سكانها المحليين ضمن تشكيلات عسكرية تشمل متطوعين ومجندين أجانب في فافن إس إس، لم يكن لدى ليتوانيا في أي يوم فصيل خاص من الوافن إس إس. في عام 1944 كانت السلطات النازية قد أنشأت قوة الدفاع الإقليمية الليتوانية سيئة التجهيز٫ غير أن قوامها كان يبلغ 20 ألف مقاتل تحت قيادة الجنرال بوفيلاس بليتشافيسيوس لمحاربة البارتيزان السوفييت الذين كانوا تحت قيادة أنتاناس سنيكوس. إلا أن الألمان سرعان ما نظروا إلى هذه القوة كتهديد قومي لنظامهم المحتل. في 15 مايو من عام 1944 قُبض على كبار الضباط ورُحل الجنرال بليتشافيسيوس إلى معسكرات الاعتقال في سالاسبيلس في لاتفيا. وعلى الرغم من ذلك، شكل نحو نصف القوات المتبقية تقريبًا وحدات حرب العصابات وانتشروا في الريف استعدادًا لعمليات البارتيزان ضد الجيش الأحمر مع اقتراب الجبهة الشرقية.
لعبت عمليات حرب العصابات في إستونيا ولاتفيا دورًا في إصدار أدولف هتلر لأوامره بالانسحاب الكامل من إستونيا في أواسط شهر سبتمبر من عام 1944، إذ سمح لأي جندي من قواته الإستونية، وبشكل خاص فرقة فافن غرينادير العشرين التابعة لقوات الأمن الخاصة (الإستونية الأولى)، راغب بالبقاء في بلده والدفاع عنه، وسمح لجنود مجموعة جيوش كورلاند التي كانت من بين آخر قواته بالاستسلام بعد أن حوصرت في جيب كورلاند على شبه جزيرة كورلاند في عام 1945. نجا العديد من الجنود الإستونيين واللاتفيين، وعدد قليل من الجنود الألمان، من الأسر وحاربوا بصفتهم أخوة الغابة في الريف لسنوات عديدة بعد الحرب. وفرّ آخرون، مثل ألفونس ريبان وألفريد ريكستينز، إلى المملكة المتحدة والسويد وشاركوا في عمليات استخباراتية لقوات الحلفاء لمساعدة أخوة الغابة.

في حين أدينت وافن إس إس بجرائم حرب وفظائع أخرى وصنفت كمنظمة إجرامية بعد الحرب، استبعدت محاكمات نورنبرغ صراحة المجندين بالتعابير التالية:
تدين المحكمة كمجرم وفقًا للمعنى المقصود للميثاق المجموعات التي كانت تتألف من أولئك الأفراد الذين قُبلوا بشكل رسمي كأفراد ضمن وافن إس إس كما هو مذكور في الفقرة السابقة، ومن أصبحوا أو بقوا أعضاءً في المنظمة مع معرفتهم بأنها كانت تستخدم لارتكاب أفعال صُنفت كإجرامية بموجب البند رقم 6 من الميثاق، أو الذين تورطوا شخصيًا بصفتهم أعضاء في المنظمة بارتكاب جرائم كهذه، ولكن باستثناء أولئك الذين جُندوا في عضوية الدولة بطريقة لا تمنحهم أي خيار آخر في هذا الأمر، والذين لم يرتكبوا أيًا من هذه الجرائم.
في عامي 1949 1950 أجرت لجنة الأشخاص المهجرين الأمريكية تحقيقات حول الفصائل الليتوانية والإستونية وتبنّت في 1 سبتمبر من عام 1950 السياسة التالية:
تعتبر وحدات وافن إس إس في البلطيق منفصلة ومتمايزة في أهدافها وأيديولوجياتها وأنشطتها ومؤهلاتها للعضوية عن الإس إس الألمانية، وبناء على ذلك لا تعتبرهم اللجنة حركة معادية لحكومة الولايات المتحدة بموجب المادة 13 من قانون الأشخاص المهجرين بصيغته المعدلة.
أكدت الحكومة اللاتفية أن الفيلق اللاتفي، الذي كان يتألف بصورة رئيسية من الكتيبة 16 والكتيبة 19 التابعتين للوافن إس إس اللاتفي، لم يكن منظمة إجرامية ولا منظمة متواطئة.
تضخمت صفوف المقاومة مع محاولات التجنيد التي قام بها الجيش الأحمر في دول البلطيق بعد الحرب، مع التحاق أقل من نصف المجندين في بعض المناطق. دفعت المضايقات واسعة النطاق لعائلات المجندين المختفين المزيد من الناس إلى اللجوء إلى الغابات هربًا من السلطات. وهُجر العديد من المجندين آخذين أسلحتهم معهم.

## حرب الصيف
مع شن الألمان غزوًا ضد الاتحاد السوفييتي في 22 يونيو 1941، أدلى جوزيف ستالين ببيان عام على الراديو يدعو فيه إلى تنفيذ سياسة الأرض المحروقة في المناطق التي سيجري التخلي عنها. هاجم نحو 10 آلاف مقاتل من أخوة الغابة، الذين نظموا أنفسهم في منظمات أوماكايتس (حراس الوطن) في جميع أنحاء البلاد، قوات المفوضية الشعبية للشؤون الداخلية وكتائب التدمير والجيش الثامن (اللواء ليوبوفتسيف)، موقعين في صفوفهم 4800 قتيلًا وأسروا 14 ألفًا. استمرت معركة تارتو لمدة أسبوعين ودمرت جزءًا كبيرًا من المدينة. وتحت قيادة فريدريك كورغ، تمكن أخوة الغابة من طرد السوفييت من تارتو إلى ما وراء خط نهري بارنو وإيماجوغي. وبذلك تمكنوا من تأمين السيطرة الإستونية على جنوب إستونيا بحلول 10 من شهر يوليو.
قتلت المفوضية الشعبية للشؤون الداخلية 193 شخصًا في سجن تارتو عند انسحابها في 8 يوليو.
عبر الجيش الألماني الـ18 الحدود الجنوبية الإستونية بين 7 و 9 يوليو. واستأنف الألمان تقدمهم في إستونيا بالتعاون مع أخوة الغابة والأوماكايتس. في شمال إستونيا، كان لكتائب التدمير أثر هائل، إذ كانت آخر أراضي البلطيق التي استولى عليها من السوفييت. استولت القوات الألمانية الإستونية المشتركة على نارفا في 17 أغسطس وعلى العاصمة الإستونية تالين في 28 أغسطس. في ذلك اليوم، استُبدل العلم الذي كان قد أُسقط في وقت سابق من على برج بيرك هيرمان بعلم إستونيا من قبل فريد إيس، واستبدل مرة أخرى بعلم الحرب الإمبراطوري الألماني بعد ساعات قليلة. وبعد طرد السوفييت من إستونيا، نزعت مجموعة الجيش الألماني الشمالية سلاح جماعات أخوة الغابة والأوماكايتس.
استدعيت وحدات البارتيزان الإستونية الجنوبية مرة أخرى في شهر أغسطس من عام 1941 تحت اسم الأوماكايتس الإستوني. اختير الأعضاء في البداية من دوائر أقرب الأصدقاء. ولاحقًا، طُلب من الأعضاء المرشحين أن يوقعوا إعلانًا ينص على أنهم ليسوا أعضاءً في المنظمة الشيوعية. اعتمدت الأوماكايتس الإستونية على التشريعات السابقة لرابطة الدفاع الإستوني والجيش الإستوني بالقدر الذي كانت تتفق فيه مع قوانين الاحتلال الألماني. وكانت مهمات الأوماكايتس على النحو التالي:
1. الدفاع عن الحدود والساحل
2. القتال ضد المظليين وعمليات التخريب والتجسس
3. حماية الأهداف الهامة من الناحية العسكرية
4. القتال ضد الشيوعية
5. مساعدة الشرطة الإستونية وصون الأمن العام للمواطنين
6. تقديم المساعدة في حاول وقوع حوادث واسعة النطاق
7. تقديم التدريب العسكري لأعضائها والمواطنين الأوفياء الآخرين
8. تعميق مشاعر المواطنين القومية والوطنية والحفاظ عليها[16]

وفي 15 من شهر يوليو، كانت الأوماكايتس تضم 10,200 عضو، وفي 1 ديسمبر من عام 1941 كانت تضم 40,599 عضو. وحتى شهر فبراير من عام 1944 كان تعداد عضويتها يبلغ نحو 40 ألف عضو.